# Андерегг, Якоб
Я́коб А́ндерегг (нем. Jakob Anderegg; 11 марта 1829 года, Обервиль-им-Зимменталь, Швейцария — 17 сентября 1878 года, Майринген, Швейцария) — швейцарский горный гид и альпинист. Якобу Андереггу принадлежит ряд первых восхождений на альпийские вершины, включая Балмхорн, Цинальротхорн, Обер-Габельхорн, Пиц-Розег и другие, а также первые прохождения несколько новых маршрутов на вершины и перевалов различной сложности.

## Биография
Якоб Андерегг родился 11 марта 1829 года в Обервиль-им-Зимментале, Швейцария. О ранних годах его жизни практически ничего не известно. Якоб был двоюродным братом известного швейцарского горного гида Мельхиора Андерегга, с которым он совершил своё первое зарегистрированное восхождение.

### 1864 год
Летом 1864 года Якоб и Мельхиор были наняты группой английских альпинистов (Адольф Мур и семья Уокер — Фрэнк, Хорас и Люси), которые собирались совершить несколько восхождений на альпийские вершины в июле 1864 года. Первой вершиной Якоба стала гора на юго-западе Швейцарии Римпфишхорн высотой 4199 метров, на которую Мур, Уокеры и Андерегги поднялись 12 июля 1864 года. Их восхождение стало вторым в истории восхождением на эту вершину (и первым женским восхождением на эту вершину, автором которого стала Люси Уокер).
21 июля 1864 года Якоб и Мельхиор Андерегги вместе с Фрэнком, Хорасом и Люси Уокер совершили первое восхождение на вершину Балмхорн высотой 3698 метров. После этого восхождения они переместились в Гриндельвальд, откуда, объединив усилия с другой группой альпинистов и гидов (включая Адольфа Мура, Кристиана Альмера и других проводников), 27 июля совершили восхождение на Эйгер. Это восхождение стало четвёртым удачным восхождением на Эйгер и первым в истории женским восхождением на эту вершину.
После восхождения на Эйгер Уокеры и Мур вернулись в Англию, а Якоб и Мельхиор Андерегги были наняты Лесли Стивеном, английским альпинистом, для участия в его экспедиции по Альпам. Якоб участвовал во всех восхождениях Стивена, совершив в том числе несколько первых восхождений на альпийские вершины. 16 августа 1864 года Якоб Анндерегг с Лесли Стивеном и Эдвардом Бакстоном сделали первый траверс Лискамма и первое восхождение на его западную вершину. 22 августа 1864 года Лесли Стивен, Флоренс Кроуфорд Гроув, Якоб и Мельхиор Андерегги совершили первое восхождение на вершину Цинальротхорн. Подъём по леднику Циналь и северному гребню занял у них около 10 часов.

### 1865 год
Сезон 1865 года стал очень удачным для Якоба Андерегга. Адольф Мур и Хорас Уокер наняли его в качестве единственного гида, что на тот момент было достаточно необычно — обычно альпинисты не ограничивались одним гидом. 21 июня 1865 года они совершили первый траверс высочайшей вершины Гларнских Альп горы Тёди высотой 3613 метров. На следующий день, 22 июня, они совершили первый переход через перевал Камадра, а 23 июня поднялись на вершину Райнвальдхорн (3402 метра) по новому маршруту с ледника Брешиана. 28 июня они совершили первое восхождение на вершину Пиц-Розег высотой 3937 метров. После восхождения на Пиц-Розег они отправились в Милан и 4 июля, перейдя через перевал Сезия, прибыли в Церматт.

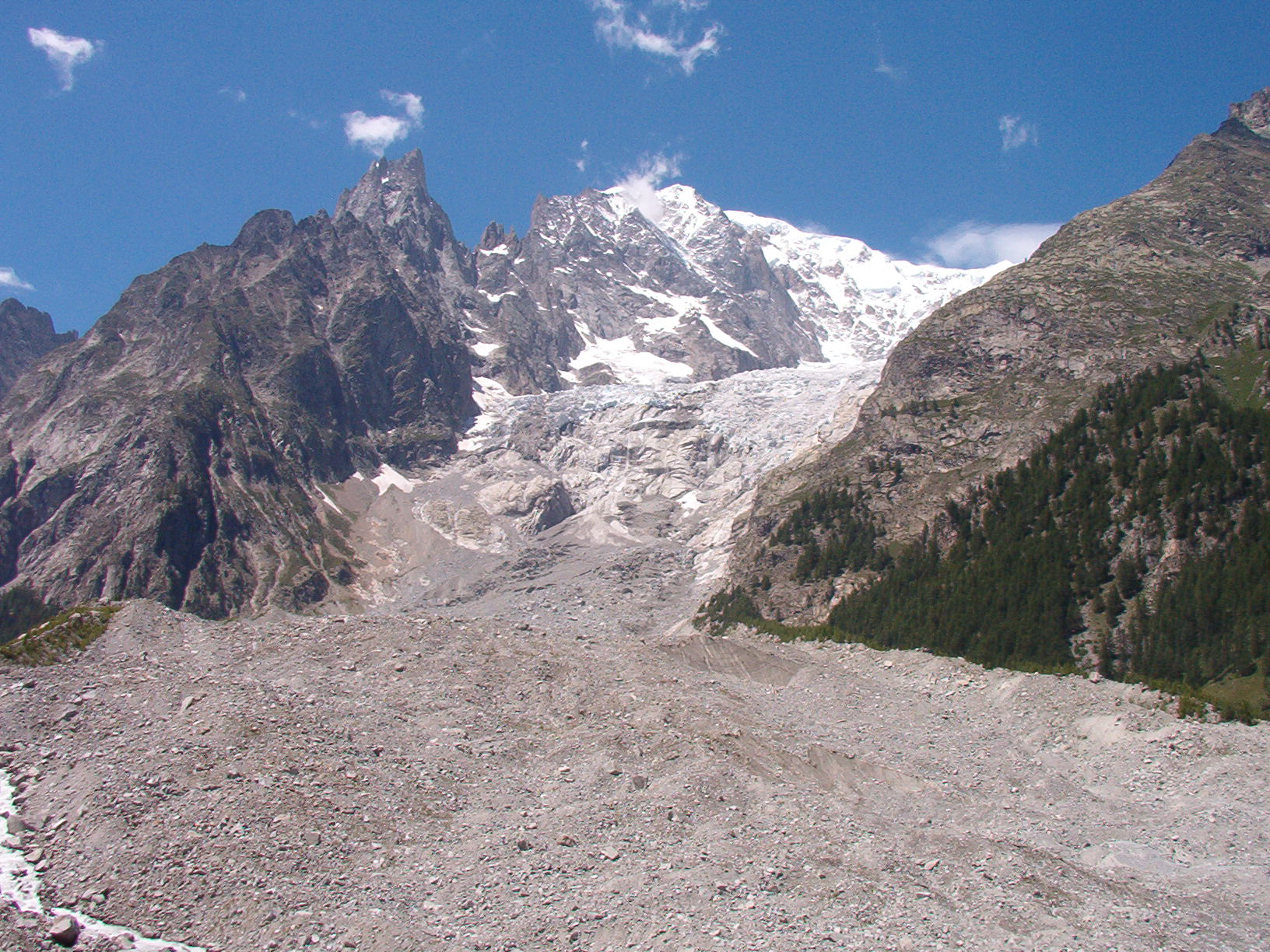
Ледник Бренва

6 июля 1865 года Адольф Мур, Хорас Уокер и Якоб Андерегг совершили первое восхождение на вершину Обер-Габельхорн высотой 4063 метра по восточному склону из Церматта. Им удалось на один день опередить группу другого британского альпиниста, — Фрэнсиса Дугласа (с гидами Петером Таугвальдером и Йозефом Вианином), которому с третьей попытки удалось подняться на вершину по северо-западному гребню. 8 июля они совершили первый переход перевала Коль-де-Аролла, и вышли к подножию горы Пинь-д’Аролла в Пеннинских Альпах высотой 3796 метров, на которую они совершили первое восхождение на следующий день, 9 июля.
После возвращения с Пинь-д’Аролла Мур, Уокер и Якоб Андерегг переместились в Курмайёр. Целью Мура было восхождение на Монблан по новому маршруту с ледника Бренва по юго-восточной стене. 2 года назад, в 1863 году, Мур уже пробовал пройти по этому маршруту, но на тот момент счёл восхождение по нему маловероятным. В следующем году, во время спуска с Монблана, Мур внимательно изучил маршрут, и поменял своё мнение. 13 июля 1865 года к Муру, Уокеру и Андереггу присоединились Фрэнк Уокер и Джордж Спенсер Мэтьюз с Мельхиором Андереггом. 14 июля они перешли к подножию Монблана на ледник Бренва, где установили лагерь на высоте 2800 метров. На следующий день, 15 июля, все шестеро совершили первое восхождение по новому маршруту на Монблан (маршрут Бренва, в настоящее время имеет IV категорию сложности по классификации UIAA, или TD по классификации IFAF). После восхождения группа спустилась во Францию в Шамони.
После спуска Якоб Андерегг уехал в Церматт, однако в начале августа опять вернулся в Шамони, чтобы присоединиться к группе английских альпинистов Флоренса Гроува и Эдварда Бакстона. 7 августа 1865 года вместе с другими гидами им удалось подняться на Дом-дю-Гуте и спуститься по леднику Дом, открыв тем самым новый маршрут из Шамони в Курмайёр.

### 1866—1869 годы
В последующие годы Мур переключил свое внимание на Кавказ и зимние восхождения в Альпах, и Якоб Андерегг стал работать с другими группами альпинистов. В 1866 году главными достижениями Якоба стали первые прохождения перевалов Эбенифлуйох, Шмадрийох и Агассисйох. Все три маршрута были пройдены одной группой: Хорнби, Филпотт, Фредерик Морсхед и их гиды Якоб и Мельхиор Андерегги и Кристиан Лауенер. В 1867 и 1868 году Якоб Андерегг работал гидом с различными группами альпинистов, совершая восхождения на альпийские вершины по уже пройденным ранее маршрутам.
В 1869 году Якоб Андерегг присоединился к альпинисту Дж. Е. Фостеру. Их первой целью стала вершина Гшпальтенхорн высотой 3436 метров. Гшпальтенхорн в предыдущие годы уже несколько раз штурмовался различными группами альпинистов, но безуспешно. 10 июля 1869 года Фостер с гидами Якобом Андереггом и Хансом Бауманном совершили первое восхождение на вершину c северо-запада по маршруту, ныне считающимся классическим (маршрут имеет категорию сложности AD-).
После Гшпальтенхорна к группе присоединился Хорас Уокер. Вместе они совершили второе восхождение на Юнгфрау, а затем сделали первые прохождения двух перевалов: 16 июля они перешли через перевал Ленцйох, а 19 июля — через перевал Домйох. После они совершили восхождения на Вайсхорн, Эгюий-Верт и Эгюий-дю-Миди. Во время спуска с Эгюий-дю-Миди Якоб Андерегг, который шёл первым, чуть не погиб, когда под ним обрушилась часть каменистого склона. Однако Хорас Уокер, шедший вслед за Якобом в связке, смог удержать его на верёвке, и Якоб выжил. Несмотря на то, что при падении он сильно разбил лицо, он смог самостоятельно продолжить спуск.

### 1870—1875 годы
В 1870 году Адольф Мур вернулся к сотрудничеству с Якобом Андереггом. Вместе с ним и Хорасом Уокером они совершили первое прохождение перевала Унтер-Винтерйох и первое восхождение на западную вершину Эгюий-де-Тре-ля-Тете. В августе 1870 года Якоб Андерегг совершил ряд восхождений с начинающим британским альпинистом Томасом Миддлмором на вершины Монте-Роза, Штральхорн, Веттерхорн, а также прохождения нескольких перевалов, что позволило Томасу стать членом британского Альпийского клуба.
В 1871 году с 17 июня и до конца июля Якоб опять работал с Адольфом Муром. В этот период самым значительным их достижением стало первое прохождение перевала Тифенматтенйох, которое они сделали вместе с Фостером. В начале лета 1872 года Якоб, Мур и Хорас Уокер совершили восхождение на Штудерхорн в Бернских Альпах по новому маршруту с северо-восточной стороны. В августе 1872 года Якоб Андерегг вместе с Фредериком Пратт-Барлоу и С. Ф. Стиллом совершили восхождение на вершину Гривола высотой 3969 метров по новому маршруту.
Сезон 1873 года Якоб Андерегг начал вместе с Муром, совершив с ним несколько восхождений в июне-июле. В августе Якоб присоединился к Пратт-Барлоу и Стиллу, сопровождая их на восхождениях на несколько альпийских четырёхтысячников. Однако, сезон для Якоба неожиданно закончился 26 августа — у него сгорел дом, и он был вынужден прервать восхождения и вернуться в родные края. По этой причине, а также ввиду тяжелой и продолжительной болезни, Якоб Андерегг полностью пропустил сезон 1874 года.
В 1875 году Якоб, который был далёк ото своей лучшей формы ввиду событий в предшествующие 2 года, проявлял невысокую активность как гид. Достоверно известно только об одном его зарегистрированном восхождении. Вместе с Пратт-Барлоу и Стиллом, а также Петером Таугвальдером-младшим в качестве второго гида, они совершили первое восхождение на вершину Дисграция по новому маршруту по юго-восточному гребню.

### 1876—1878 годы и смерть

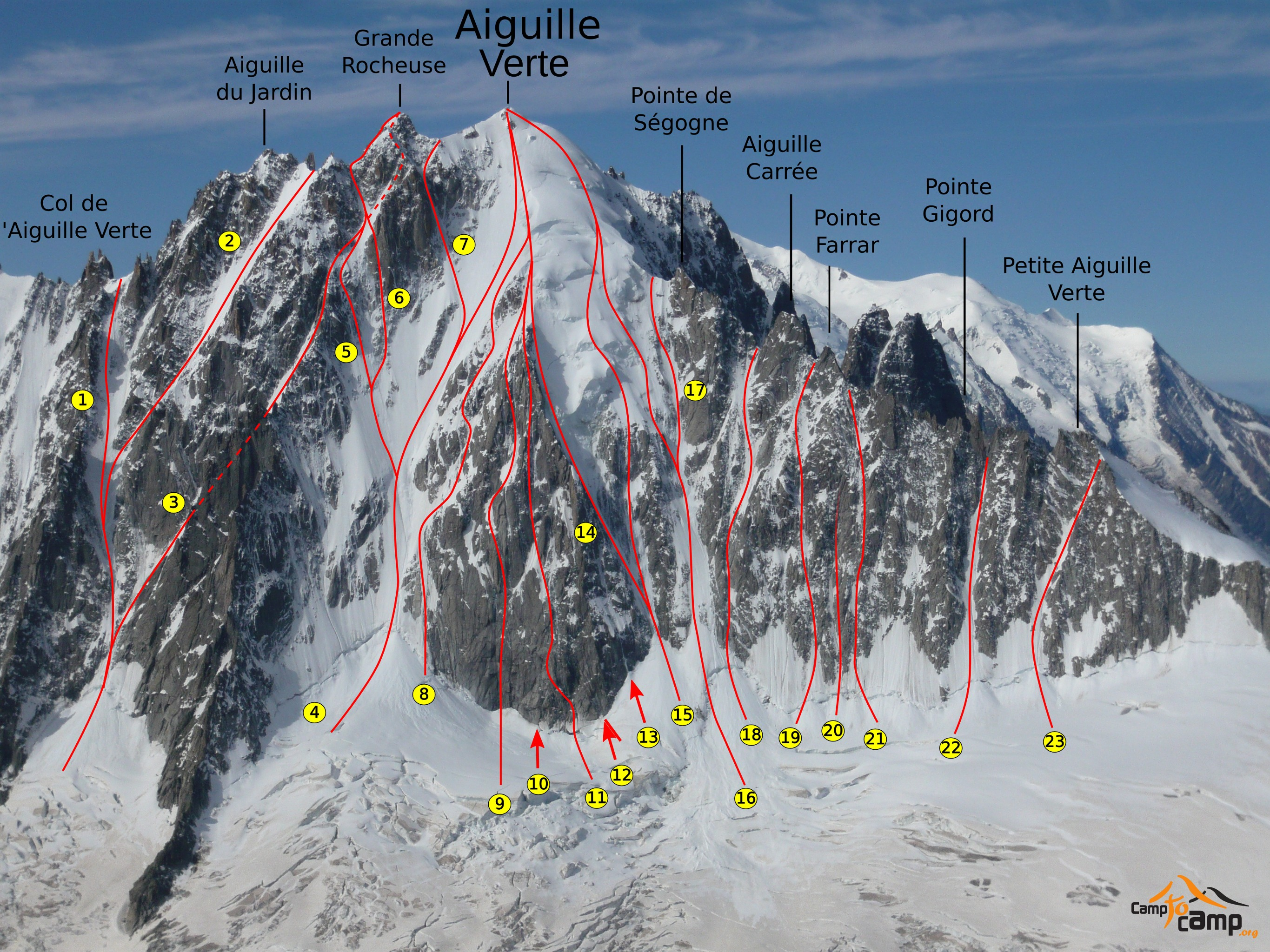
Маршруты по северной стене Эгюий-Верт; №16 — кулуар Кордье

К началу лета 1876 года Якоб Андерегг смог вернуть свою былую форму и с 20 июня по 8 августа совершил несколько заметных восхождений вместе с молодым, но очень талантливым французским альпинистом Анри Кордье. 21 июня Анри, Якоб и гид Андреас Маурер совершили попытку восхождения на вершину Ла-Меж, но неудачно, что стало первым неудавшимся восхождением для Якоба за всю его карьеру. Через неделю, 28 июня, группа совершила первое восхождение на вершину Эгюий-дю-Пла-де-ла-Сель в массиве Дез-Экрен. 15 июля Анри, Якоб и гид Каспар Маурер совершили первое восхождение по юго-восточному гребню на вершину Финстерархорн. После Финстерархорна они объединились с Томасом Миддлмором и Джоном Окли Маундом и их гидами Йоханном Яуном и Андреасом Маурером и в таком расширенном составе совершили восхождение по новому сложному маршруту на Эгюий-Верт по кулуару на северной стене. Восхождение по этому маршруту (в настоящее время маршрут имеет категорию сложности TD- по классификации IFAS и носит название Кулуар Кордье) в следующий раз смогли повторить только в 1924 году. 4 августа 1876 года группа в том же составе совершила первое восхождение по новому маршруту на северной стене на вершину Ле-Курт.
1 июня 1877 года Якоб Андерегг и Андреас Маурер снова присоединились к Анри Кордье. 6 июня они совершили первое восхождение на вершину Ле-Пларе в массиве Дез-Экрен. На спуске под Кордье сошла лавина, и он упал вниз и погиб. Якоб и Андреас нашли его тело только на следующий день. Яркая карьера Анри Кордье, заметную часть которой он провёл в сотрудничестве с Якобом Андереггом, продлилась всего 2 года.
В 1878 году Якоб снова вернулся к сотрудничеству с Адольфом Муром. С 25 мая по 29 июня они путешествовали вместе Хорасом Уокером и Мельхиорм Андереггом, однако каких-либо заметных восхождений им не удалось сделать ввиду непрекращающихся дождей. Мур писал, что только в течение 7 дней в этот период не было осадков. При этом, он был рад возобновлению сотрудничества с Якобом Андеррегом и планировал совершить с ним ряд восхождений в следующем году. Но внезапная смерть Якоба вмешалась в планы Мура, — Якоб Андерегг умер 17 сентября 1878 года в Майрингене, Швейцария.

## Отзывы
Якоб Андерегг впервые появился на международной арене альпинизма в 1864 году и с первого же года зарекомендовал себя как надежного компаньона. Якоб был силен физически и хорошо сложен для альпиниста, что позволило ему сразу проявить себя с лучшей стороны перед своими клиентами. На протяжении 14 лет своей альпинистской карьеры Якоб, работавший с различными группами альпинистов, неизменно получал от них самые положительные отзывы. Адольф Мур, с кем он чаще всего ходил в экспедиции, неоднократно подчёркивал в своих отчётах профессионализм Якоба, его чутьё, физическую силу, внимательное отношение к товарищам и способность справиться с любой сложностью.